# Glyphuroplata nigella
Glyphuroplata nigella es una especie de insecto coleóptero de la familia Chrysomelidae.
Fue descrita científicamente en 1907 por Weise. Ninguna subespecie figura en el Catálogo de la Vida.